# Шерман (Техас)
Шерман (англ. Sherman) — місто (англ. city) в США, в окрузі Грейсон штату Техас. Населення — 43 645 осіб (2020).

## Географія
Шерман розташований за координатами 33°36′21″ пн. ш. 96°37′19″ зх. д. / 33.60583° пн. ш. 96.62194° зх. д. (33.605733, -96.621911).  За даними Бюро перепису населення США в 2010 році місто мало площу 107,41 км², з яких 107,19 км² — суходіл та 0,22 км² — водойми. В 2017 році площа становила 114,05 км², з яких 113,84 км² — суходіл та 0,21 км² — водойми.

## Демографія
Згідно з переписом 2010 року, у місті мешкала 38 521 особа в 14 805 домогосподарствах у складі 9442 родин. Густота населення становила 359 осіб/км².  Було 16404 помешкання (153/км²).
Расовий склад населення:
| - 71,6 % — білих - 11,1 % — чорних або афроамериканців - 1,7 % — азіатів - 1,4 % — корінних американців - 10,6 % — осіб інших рас |

До двох чи більше рас належало 3,6 %. Частка іспаномовних становила 20,5 % від усіх жителів.
За віковим діапазоном населення розподілялося таким чином: 25,2 % — особи молодші 18 років, 61,6 % — особи у віці 18—64 років, 13,2 % — особи у віці 65 років та старші. Медіана віку мешканця становила 33,2 року. На 100 осіб жіночої статі у місті припадало 91,5 чоловіків;  на 100 жінок у віці від 18 років та старших — 89,1 чоловіків також старших 18 років.
Середній дохід на одне домашнє господарство  становив 56 346 доларів США (медіана — 42 923), а середній дохід на одну сім'ю — 66 603 долари (медіана — 55 190). Медіана доходів становила 35 991 долар для чоловіків та 31 424 долари для жінок. За межею бідності перебувало 20,4 % осіб, у тому числі 27,3 % дітей у віці до 18 років та 10,1 % осіб у віці 65 років та старших.
Цивільне працевлаштоване населення становило 17 979 осіб. Основні галузі зайнятості: освіта, охорона здоров'я та соціальна допомога — 25,5 %, виробництво — 13,8 %, роздрібна торгівля — 10,8 %, мистецтво, розваги та відпочинок — 10,3 %.